# Apollo e Dafne (cantata)
Apollo e Dafne (HWV 122) è una cantata profana composta da Georg Friedrich Händel tra il 1709 e il 1710. Händel iniziò il lavoro a Venezia nel 1709, e lo completò ad Hannover, dopo il suo arrivo nel 1710 per assumere l'incarico di maestro di cappella presso l'Elettore di Sassonia, il futuro re Giorgio I di Gran Bretagna. Il lavoro è una delle più ambiziose cantate di Händel, ed è indicativo della brillante carriera operistica che sarebbe seguita nei successivi 30 anni della sua vita.
L'ouverture originale della composizione non è sopravvissuta, per questo talvolta viene eseguita come introduzione un'altra opera per orchestra del compositore. La strumentazione della cantata è brillante, poiché Händel aggiunge un flauto, una coppia di oboi ed un fagotto ai canonici archi.
L'esecuzione dell'opera dura normalmente circa 40 minuti.

## Trama
Apollo, dopo aver liberato la Grecia dalla tirannia uccidendo il minaccioso drago Pitone, è inorgoglito e superbo. Si vanta che persino Cupido, nel tiro con l'arco, non può far nulla in confronto alla sua abilità; tuttavia la sua arroganza svanisce non appena egli nota la bella ninfa Dafne. Apollo ne è immediatamente colpito e mette in campo tutto il suo fascino, nel tentativo di sedurla. Naturalmente diffidente, Dafne rifiuta le sue profferte, affermando che preferirebbe morire, piuttosto che perdere il suo onore. Apollo si fa più impetuoso nell'insistere e la afferra stringendola a sé. Quando tutto sembra perduto, Dafne riesce a sfuggire alle mire di Apollo trasformandosi in un albero d'alloro. Preso da un grande dolore, Apollo decide che le sue lacrime daranno da bere al verde albero, i cui rami verranno utilizzati per incoronare gli eroi più grandi.

## Personaggi
- Apollo (basso)
- Dafne (soprano)

## Sommario
| Movimento | Tipo       | Voce          | Testo |
| --------- | ---------- | ------------- | --- |
| 1         | Ouverture  |               | |
| 2         | Recitativo | Apollo        | La terra è liberata! La Grecia è vendicata! Apollo ha vinto! Dopo tanti terrori e tante stragi Che desolaro e spopolaro i regni Giace Piton, per mia mano estinto. Apollo ha trionfato! Apollo ha vinto! |
| 3         | Aria       | Apollo        | Pende il ben dell'universo Da quest'arco salutar. Di mie lodi il suol rimbombe Ed appresti l'ecatombe Al mio braccio tutelar.                                                                            |
| 4         | Recitativo | Apollo        | Ch'il superbetto Amore Delle saette mie ceda a la forza; Ch'omai più non si vanti Della punta fata! d'aurato strale. Un sol Piton più vale Che mille accesi e saettati amanti.                           |
| 5         | Aria       | Apollo        | Spezza l'arco e getta l'armi, Dio dell'ozio e del piacer. Come mai puoi tu piagarmi, Nume ignudo e cieco arcier?                                                                                         |
| 6         | Aria       | Dafne         | Felicissima quest'alma Ch'ama sol la libertà. Non v'è pace, non v'è calma Per chi sciolto il cor non ha.                                                                                                 |
| 7         | Recitativo | Apollo        | Che voce. Che beltà! Questo suon, questa vista il cor trapassa. Ninfa! |
| 7         | Recitativo | Dafne         | Che veggo, ahi lassa? E che sarà costui, chi mi sorprese? |
| 7         | Recitativo | Apollo        | Io son un Dio, ch'il tuo Bel volto accese. |
| 7         | Recitativo | Dafne         | Non conosco altri Dei tra queste selve Che la sola Diana: Non t'accostar divinità profana. |
| 7         | Recitativo | Apollo        | Di Cintia io son fratel; S'ami la suora, Abbia, o bella, pietà di chi t'adora. |
| 8         | Aria       | Dafne         | Ardi, adori e preghi invano: Solo a Cintia io son fedel. Alle fiamme del germano Cintia vuol ch'io sia crudel.                                                                                           |
| 9         | Recitativo | Apollo        | Che crudel! |
| 9         | Recitativo | Dafne         | Ch'importuno! |
| 9         | Recitativo | Apollo        | Cerco il fin de' miei mali. |
| 9         | Recitativo | Dafne         | Ed io lo scampo. |
| 9         | Recitativo | Apollo        | Io mi struggo d'amor. |
| 9         | Recitativo | Dafne         | Io d'ira avvampo. |
| 10        | Duetto     | Apollo, Dafne | Una guerra ho dentro il seno Che soffrir più non si può. |
| 10        | Duetto     | Apollo        | Ardo, gelo. |
| 10        | Duetto     | Dafne         | Temo, peno; |
| 10        | Duetto     | Apollo, Dafne | All'ardor non metti freno Pace aver mai non potrò. |
| 11        | Recitativo | Apollo        | Placati ai fin, o cara. La beltà che m'infiamma Sempre non fiorirà, ciò che natura Di più vago formò passa, e non dura.                                                                                  |
| 12        | Aria       | Apollo        | Come rosa in su la spina Presto viene e presto va: Tal con fuga repentina, Passa il fior della beltà. |
| 13        | Recitativo | Dafne         | Ah, ch'un Dio non dovrebbe Altro amore seguir ch'oggetti eterni: Perirà, finirà caduca polve Che grata a te mi rende, Ma non già la virtù che mi difende.                                                |
| 14        | Aria       | Dafne         | Come in Ciel benigna stella Di Nettun placa il furor, Tal in alma onesta e bella La ragion frena t'amor.                                                                                                 |
| 15        | Recitativo | Apollo        | Odi la mia ragion! |
| 15        | Recitativo | Dafne         | Sorda son io! |
| 15        | Recitativo | Apollo        | Orsa e tigre tu sei! |
| 15        | Recitativo | Dafne         | Tu non sei Dio! |
| 15        | Recitativo | Apollo        | Cedi all'amor, o proverai la forza. |
| 15        | Recitativo | Dafne         | Nel sangue mio questa tua fiamma amorza. |
| 16        | Duetto     | Apollo        | Deh, lascia addolcire quell'aspro rigor, |
| 16        | Duetto     | Dafne         | Più tosto morire che perder l'onor. |
| 16        | Duetto     | Apollo        | Deh, cessino l'ire, o dolce mio cor. |
| 16        | Duetto     | Dafne         | Più tosto morire che perder l'onor. |
| 17        | Recitativo | Apollo        | Sempre t'adorerò! |
| 17        | Recitativo | Dafne         | Sempre t'aborrirò! |
| 17        | Recitativo | Apollo        | Tu non mi fuggirai! |
| 17        | Recitativo | Dafne         | Sì, che ti fuggirò! |
| 17        | Recitativo | Apollo        | Ti seguirò, correrò, Volerò sui passi tuoi: Più veloce del sole esser non puoi. |
| 18        | Aria       | Apollo        | Mie piante correte; Mie braccia stringete L'ingrata beltà. Tocco, la cingo, La prendo, la stringo Ma, qual novità? Che vidi? Che mirai? Cieli! Destino! Che sarai mai!                                   |
| 19        | Recitativo | Apollo        | Dafne, dove sei tu? Che non ti trovo. Qual miracolo nuovo Ti rapisce, ti cangia e ti nasconde? Che non t'offenda mai del 'verno il gelo Né il folgore dal cielo Tocchi la sacra e gloriosa fronde.       |
| 20        | Aria       | Apollo        | Cara pianta, co' miei pianti Il tuo verde irrigherò; De' tuoi rami trionfanti Sommi eroi coronerò. Se non posso averti in seno, Dafne, almeno Sovra il crin ti porterò.                                  |